# Palaeotorymus typicus
Palaeotorymus typicus är en stekelart som beskrevs av Charles Thomas Brues 1910. Palaeotorymus typicus ingår i släktet Palaeotorymus och familjen gallglanssteklar. Inga underarter finns listade i Catalogue of Life.